# Parc national Sanjay Gandhi
Le parc national Sanjay Gandhi, anciennement parc national de Borivali est situé dans l'État du Maharashtra en Inde. Il est situé au nord de l'île de Salsette, aux abords de la métropole de Bombay, dont la banlieue de Thane le limite à l'Est.
Ce parc comprend l'ensemble archéologique bouddhiste des grottes de Kanheri datant du Ier siècle av. J.-C. au IXe siècle.

## Géologie
Le parc national Sanjay Gandhi est constitué d'un ensemble de collines basaltiques.

## Faune
Le parc compte quelques couples de léopards à l'état sauvage.

Vue du site des Grottes de Kanheri.